# San Miguel Jagüeyes
San Miguel Jagüeyes, alternativt enbart Jagüeyes, är en ort i Mexiko, tillhörande Huehuetoca kommun i delstaten Mexiko i den centrala delen av landet. San Miguel Jagüeyes ligger väster om kommunens huvudort Huehuetoca. Orten tillhör Mexico Citys storstadsområde och hade 4 201 invånare vid folkmätningen 2010.